# 艾斯福爾冰原島峰
78°18′S 158°38′E / 78.300°S 158.633°E
艾斯福爾冰原島峰（英語：Icefall Nunatak），是南極洲的冰原島峰，位於奧次地，海拔高度1,760米，在1964年由美國南極地名諮詢委員會命名，現時由南極條約體系管理。